# Miles
Miles — залізний метеорит масою 265000 грам.